# Dannie Heineman

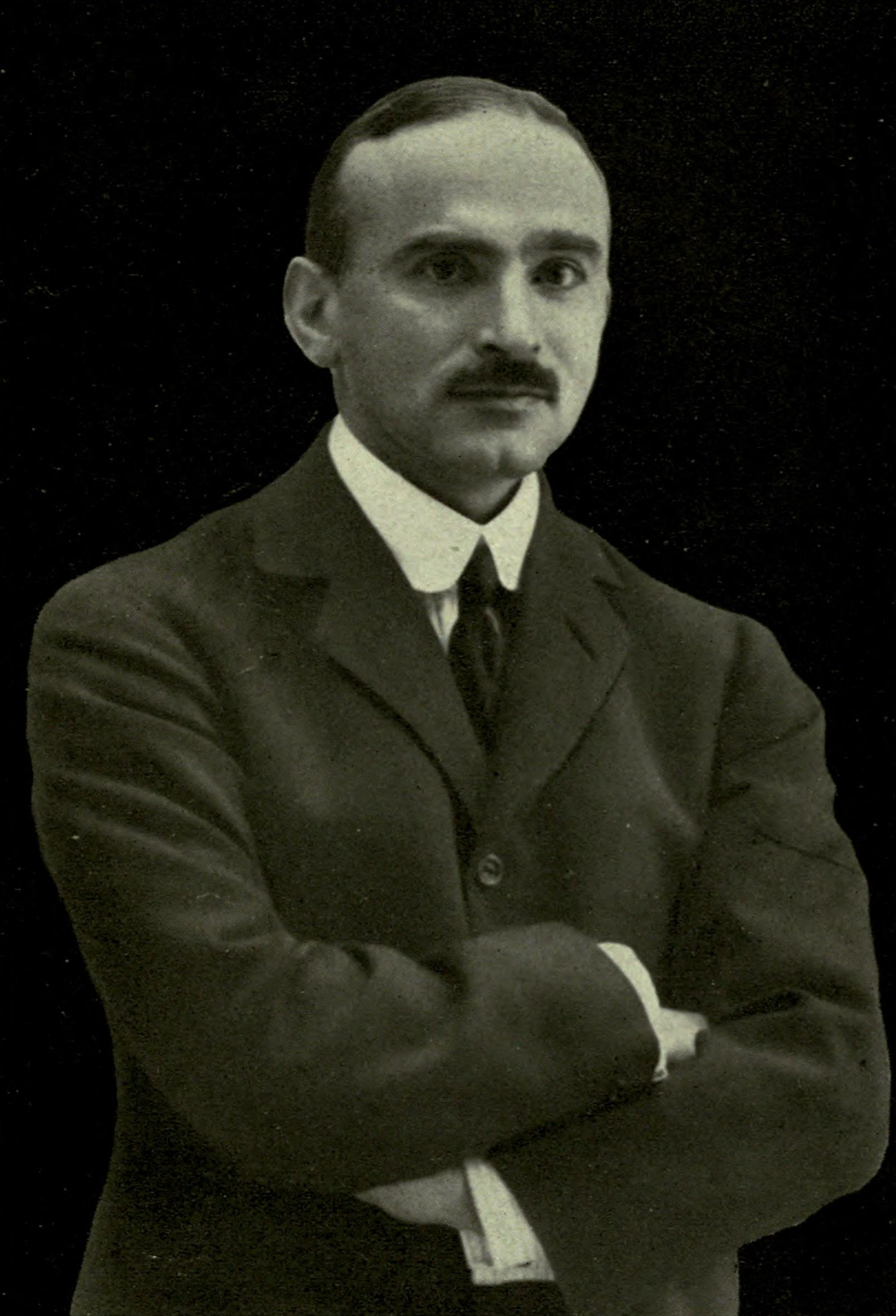
Dannie Heineman

Dannie N. Heineman (Charlotte (North Carolina), 23 november 1872 – New York, 31 januari 1962) was een Amerikaans wetenschapper, zakenman en filantroop. Hij was directeur en aandeelhouder van de Belgische multinational Sofina en voorts oprichter en sponsor van de Heineman Foundation, ter bevordering van de medische wetenschap, wiskundige natuurkunde en astrofysica.

## Loopbaan
Na het overlijden van zijn vader verhuisde Heineman met zijn moeder naar Duitsland, waar hij een diploma als elektrotechnicus behaalde. Hij ging werken bij (de voorloper van) Allgemeine Elektricitäts-Gesellschaft (AEG) te Berlijn.
In 1905 werd hij uitgenodigd door een groep Belgische investeerders om directeur te worden van Sofina. Hij accepteerde de functie voor een termijn van zes maanden maar zou het bedrijf vijftig jaar leiden.

## Eerste Wereldoorlog
Ten tijde van de Eerste Wereldoorlog stond hij mede aan de wieg van het Nationaal Hulp- en Voedselcomité (samen met de gouverneur van de Société Générale, Emile Francqui) de Commission for Relief in Belgium, waar hij Herbert Hoover ertoe wist te bewegen voedselhulp te verlenen aan de Belgische bevolking, in oorlog met Duitsland. Hiervoor kreeg hij de graad van grootofficier in de Orde van Leopold II.

## Dannie Heineman Prize en de Heineman Foundation
Na zijn carrière richtte hij in 1955 de Heineman Foundation op, die bedoeld was om projecten rond opvoeding, onderzoek en geneeskunde te ondersteunen.
Zijn naam is vooral bekend onder wetenschappers, voornamelijk in de richtingen wiskundige natuurkunde en astrofysica, waarvoor ieder jaar een prijs wordt uitgereikt.
- Dannie Heineman Prize for Mathematical Physics sinds 1959
- Dannie Heineman Prize for Astrophysics sinds 1979